# Traveling Wilburys
Traveling Wilburys byla britsko-americká superskupina  založená v Los Angeles v roce 1988. Tvořili ji Bob Dylan, George Harrison, Jeff Lynne, Roy Orbison a Tom Petty – pět hudebních legend, které se spojily v rámci žánru roots rock a bývají popisovány jako „možná největší superskupina všech dob“.
Nápad na založení skupiny vznikl při nahrávání Harrisonova sólového alba Cloud Nine v roce 1987, když spolu s producentem Jeffem Lynnem diskutovali o možné spolupráci. V dubnu 1988 se pětice umělců sešla kvůli nahrání bonusové skladby Handle with Care, původně zamýšlené jako B-strana Harrisonova singlu pro evropský trh. Nahrávka ale byla tak kvalitní, že bylo rozhodnuto vytvořit celé album. Debut s názvem Traveling Wilburys Vol. 1 vyšel v říjnu 1988 a sklidil obrovský ohlas jak u kritiků, tak u veřejnosti.
Členové si z recese dali pseudonymy jako členové smyšlené hudební rodiny Wilburyových, kteří se „potulují světem“. Album Vol. 1 oživilo kariéry Boba Dylana i Toma Pettyho a v roce 1990 získalo Grammy za nejlepší rockový výkon dua nebo skupiny.
Po náhlé smrti Roye Orbisona v prosinci 1988 pokračovala skupina ve čtyřčlenné sestavě a v roce 1990 vydala druhé album s humorným názvem Traveling Wilburys Vol. 3 (dvojka záměrně neexistuje).
Přestože George Harrison plánoval sérii alb a film o Wilburyových, produkovaný jeho firmou HandMade Films, skupina po roce 1991 postupně utichla a oficiálně se už nikdy nesešla. Členové ale dále spolupracovali na svých sólových projektech. Harrison zemřel v roce 2001 a Petty v roce 2017, čímž zůstali naživu pouze Dylan a Lynne. V roce 2007 vyšly obě alba znovu v box setu The Traveling Wilburys Collection, který připravila Harrisonova rodina.

## Historie
Skupina Traveling Wilburys vznikla náhodou na jaře 1988 při nahrávání písně pro B-stranu singlu When We Was Fab, který vydával ke svému albu Cloud Nine z roku 1987 bývalý člen Beatles George Harrison. Jeff Lynne ze skupiny Electric Light Orchestra, který Georgeovo album produkoval, hovořil o natáčení při společné večeři s Royem Orbisonem. Harrison vzápětí zajistil nahrávací studio, které vlastnil Bob Dylan v Santa Monice v Kalifornii. Kytaru, kterou chtěl pro nahrávání použít, měl však půjčenou Tom Petty (známý ze své skupiny The Heartbreakers), jemuž také Lynne ve stejné době pomáhal s produkcí alba (a oba mimoto pracovali na Orbisonově nové desce).
Těchto pět mužů skutečně nahrálo píseň Handle with Care, která však zaujala nahrávací společnost natolik, že nabídla náhodně se sešlé pětici muzikantů možnost nahrát celé album. Nebyl v tom výrazný problém, protože celou pětici společná práce na oné písni velmi zaujala. Přes časovou tíseň danou rozdílnými zájmy se podařilo všechny písně napsat a nahrát během několika málo dní. Muzikanti se pro tento projekt skryli za jména pěti fiktivních bratrů (synů Charlese Truscotta Wilburyho seniora) – Nelson (George Harrison), Otis (Jeff Lynne), Lefty (Roy Orbison), Charlie T. Jnr. (Tom Petty) a Lucky (Bob Dylan).
Slovem Wilbury (snad s významem obdobným českému šotek) nazývali Harrison a Lynne momenty, kdy při nahrávání sólového alba Harrisona selhala z nepochopitelných důvodů technika. Při nahrávání nového alba si na to vzpomněli, když se hledal název pro skupinu. Prvotní myšlenka ohledně názvu sice zněla Trembling Wilburys, ale na Dylanův návrh došlo ke změně na Traveling Wilburys. Album Traveling Wilburys Volume One vyšlo v říjnu 1988 a prosadilo se zvláště v USA, kde obsadilo 3. příčku albové hitparády Billboard 200.
Ještě v témže roce v prosinci zemřel Roy Orbison. Jako případná náhrada připadal v úvahu bývalý člen skupiny The Byrds Roger McGuinn nebo rock'n'rollový veterán Del Shannon. Nakonec zůstalo jen u plánů (Shannon v únoru 1990 spáchal sebevraždu) a Wilburys v dubnu 1990 pouze ve čtveřici natočili druhé album, jež vyšlo v říjnu 1990 s názvem Traveling Wilburys Volume Three. Muzikanti zde tentokrát vystupovali pod jmény Spike (George Harrison), Clayton (Jeff Lynne), Muddy (Tom Petty) a Boo (Bob Dylan). George Harrison pro vydání těchto dvou alb vytvořil zvláštní nahrávací společnost Wilbury Records.
Natočení dalšího alba Traveling Wilburys se již neuskutečnilo, protože George Harrison 29. listopadu 2001 zemřel.
Obě alba byla v roce 2007 vydána v remasteru s přidaným DVD a několika bonusovými nahrávkami (studiové outtakes), které k vydání připravil Georgeův syn Dhani Harrison (pod pseudonymem Ayrton Wilbury). Na albu je rovněž pod pseudonymem Buster Sidebury uveden bubeník Jim Keltner; hudebníci účinkující spolu s Wilburys se označili souhrnně jako The Sideburys. První týden po vydání reedice se komplet nazvaný Traveling Wilburys Collection vyšplhal na #1 v britské hitparádě.

## Diskografie
- Traveling Wilburys Vol. 1 (1988)
- Traveling Wilburys Vol. 3 (1990)